# 洲原駅
洲原駅（すはらえき）は、岐阜県美濃市須原にある、長良川鉄道越美南線の駅である。駅番号は14。

## 歴史
- 1957年（昭和32年）4月1日：国鉄越美南線の美濃洲原駅（みのすはらえき）として新設[1]。気動車の旅客のみ取扱う無人駅[2]。
- 1986年（昭和61年）12月11日：越美南線が長良川鉄道へ転換、同社の駅となる[1][3]。同時に洲原駅（すはらえき）に改称[1][3]。

## 駅構造

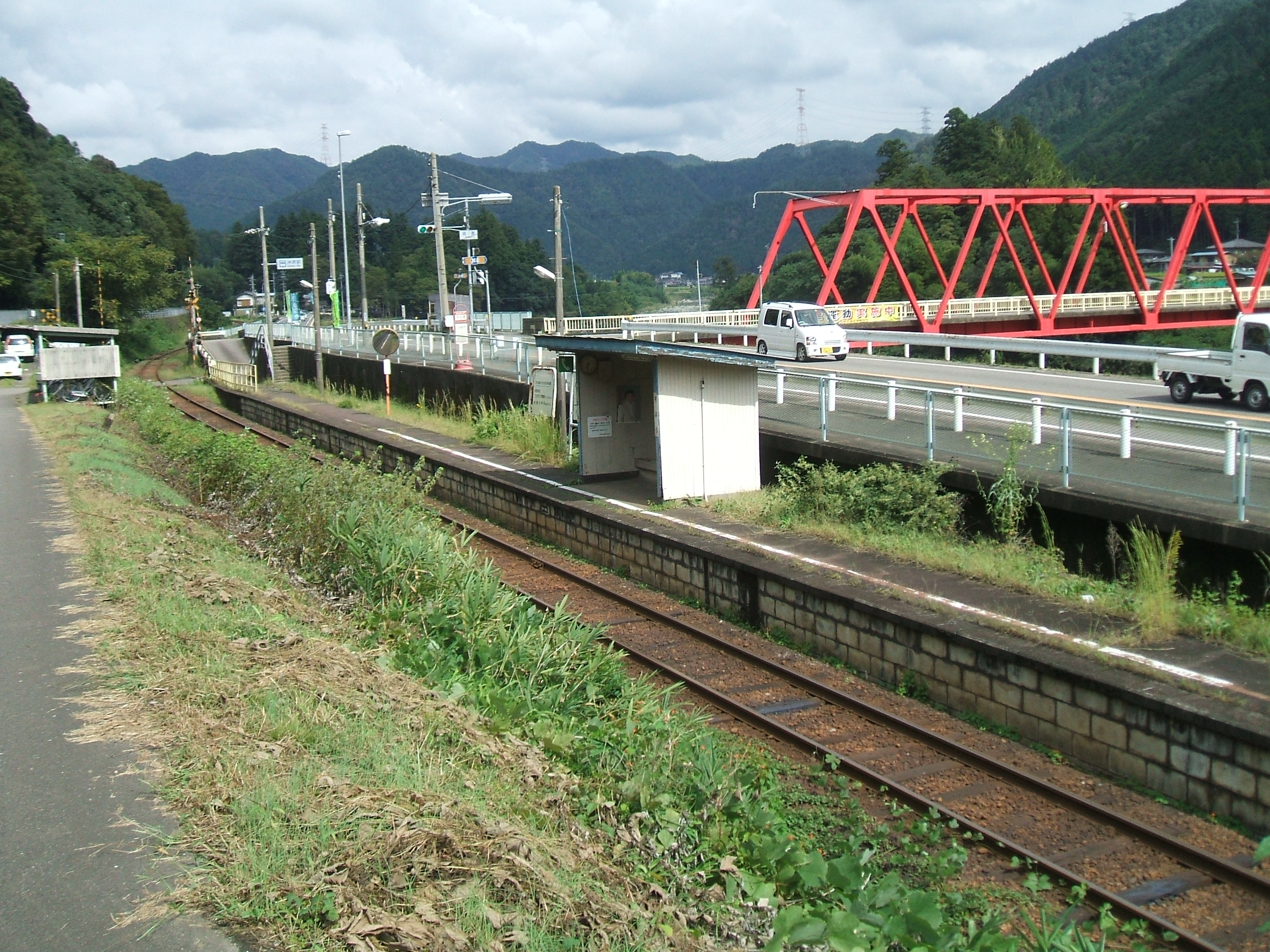
駅の様子（出入口のある北濃方向を見る）

単式ホーム1面1線を有する地上駅。駅舎は無く、ホーム中央付近に待合室が設置されている。
無人駅。自動券売機は設置されていない。母野寄りに出入口が設置されており、駅東隣を走っている国道156号の歩道より階段を通って利用可能。駅西側に駐輪場があるが、駐車場は無い。

## 利用状況
近年の1日平均乗降人員の推移は以下の通り。
- 1999年 - 104人
- 2000年 - 101人
- 2001年 - 105人
- 2002年 - 94人
- 2003年 - 94人
- 2004年 - 64人
- 2005年 - 74人
- 2006年 - 87人
- 2007年 - 58人
- 2008年 - 59人
- 2009年 - 76人
- 2010年 - 71人
- 2011年 - 55人
- 2012年 - 56人
- 2013年 - 31人

## 駅周辺
当駅周辺は山間部となっている。住宅は駅西側に数軒建っているのみである。駅東側を流れている長良川に架かる洲原橋を渡ると集落が存在する。
- 洲原郵便局
- 美濃市役所 洲原出張所
- 洲原神社
- JAめぐみの洲原
- 国道156号
- 岐阜県道288号下河和美濃洲原停車場線
- 岐阜県道324号白山美濃線
- 洲原工業団地
  - ベルテクノプラント工業 岐阜工場
  - 太平洋工業 美濃工場
  - イマオコーポレーション 美濃工場
  - シンクール 岐阜工場
  - 船橋物産

## バス路線
- 美濃市乗り合わせタクシー「のり愛くん」 洲原駅前停留所

以前は わっちも乗ろCar洲原線（岐阜バス が運行委託）の『洲原橋』バス停が駅前の国道156号沿いに存在したが、2012年11月1日より上記に置換わる形で廃止となった。

## 隣の駅
長良川鉄道
■越美南線
湯の洞温泉口駅（13） - 洲原駅（14） - 母野駅（15）